# 피터 크레이그

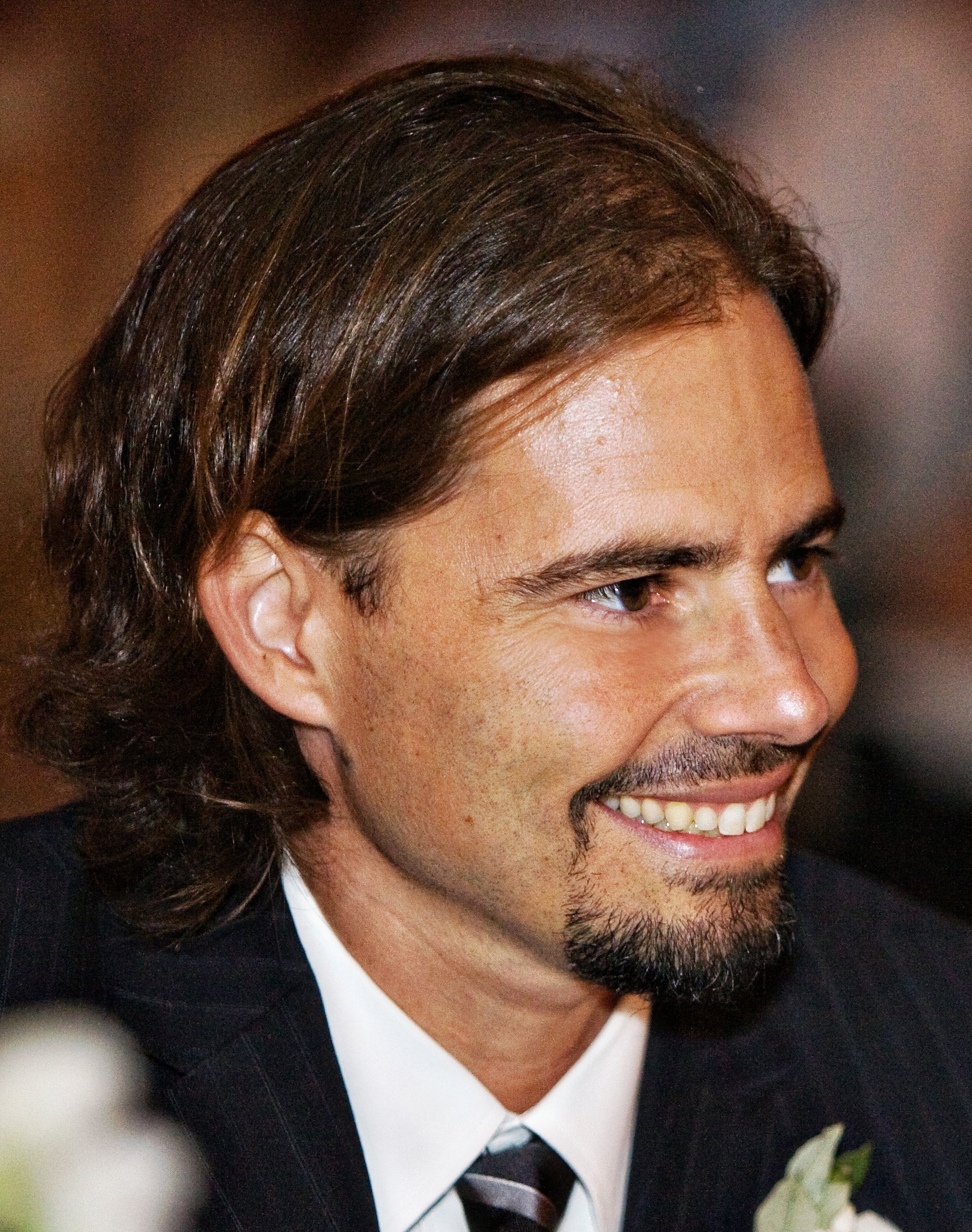

피터 크레이그(Peter Craig, 1969년 11월 10일 ~ )는 미국의 소설가, 각본가, 배우, 텔레비전 배우이다.
로스앤젤레스에서 태어났다.

## 영화
- 탑건: 매버릭 (2020년)
- 나쁜 녀석들 : 포에버 (2020년)
- 12 솔져스 (2018년)
- 블러드 파더 (2016년)
- 헝거게임 : 더 파이널 (2015년)
- 타운 (2010년)
- 후퍼 (1978년)